# Problepsis transposita
Problepsis transposita là một loài bướm đêm trong họ Geometridae.